# Dactyloptena gilberti
Dactyloptena gilberti is een  straalvinnige vissensoort uit de familie van vliegende knorhanen (Dactylopteridae). De wetenschappelijke naam van de soort is voor het eerst geldig gepubliceerd in 1909 door Snyder.
De soort staat op de Rode Lijst van de IUCN als niet bedreigd, beoordelingsjaar 2009.